# Довге (Сяноцький повіт)
Довге (пол. Długie) — лемківське село в Польщі, у гміні Заршин Сяноцького повіту Підкарпатського воєводства. Розташоване в середньому Бескиді. Населення — 1567 осіб (2011).

## Географія
Розташоване на державній дорозі № 28, у мальовничій долині річки Пельниця, за 2 км на схід від міста Заршин, за 13 км на захід від міста Сянок та за 51 км на південь від міста Ряшів.

## Історія
Село закріпачене в 1390 р. 30 жовтня 1395 р. в Меденичах король Владислав II Ягайло подарував Яхнику Дзевечку з Сосвошова королівське містечко Заршин з передмістям і село Довге в Сяноцькій землі.
Сільська церква була найдавнішою в околиці, пізніше на місці колишньої церкви був побудований фільварок і на згадку про її існування залишилась тільки назва однієї ниви «Церковне поле».
Село знаходилось у смузі лемківських сіл на межі з Малопольщею і тому піддавалось латинізації та полонізації. З 1772 до 1918 року село входило до складу Сяніцького повіту Королівства Галичини та Володимирії монархії Габсбургів (з 1867 року Австро-Угорщини).
У міжвоєнний час село входило до Сяніцького повіту Львівського воєводства.
Грекокатолики села належали до парафії Новосільці Буківського деканату Перемишльської єпархії (у 1934-1946 р. — Апостольської адміністрації Лемківщини), метричні книги велися з 1784 р.
У 1975-1998 роках село належало до Кросненського воєводства.

## Демографія
Демографічна структура станом на 31 березня 2011 року:
|          | Загалом | Допрацездатний вік | Працездатний вік | Постпрацездатний вік |
| -------- | ------- | ------------------ | ---------------- | -------------------- |
| Чоловіки | 765     | 145                | 522              | 98                   |
| Жінки    | 802     | 133                | 474              | 195                  |
| Разом    | 1567    | 278                | 996              | 293                  |